# (14230) Mariahines
(14230) Mariahines (1999 XF100) – planetoida z pasa głównego asteroid okrążająca Słońce w ciągu 3,27 lat w średniej odległości 2,2 j.a. Odkryta 7 grudnia 1999 roku.